# フッ化バナジウム(IV)
フッ化バナジウム(IV)(Vanadium tetrafluoride)は、化学式VF4で表されるバナジウムとフッ素からなる無機化合物である。常磁性を持つ黄茶色の固体で、非常に吸湿性が高い。同類の塩化バナジウム(IV)(VCl4)とは異なり、この化合物は、重合構造を取るために揮発せず、融解の前に分解する。

## 合成と反応
VF4は、VCl4とフッ化水素(HF)から、以下のように合成される。
{\displaystyle {\ce {VCl4\ + 4HF -> VF4\ + 4 HCl}}}
この化合物は、この方法で初めて合成された。
325℃で、フッ化バナジウム(III)(VF3)とフッ化バナジウム(V)(VF5)に不均化する。
{\displaystyle {\ce {2VF4 -> VF3\ + VF4}}}

## 構造
VF4の構造は、フッ化スズ(IV)の構造と似ている。各々のバナジウム原子の中心は、八面体を形成し、6つのフッ化物リガンドに取り囲まれている。フッ化物中心のうちの4つは、隣接するバナジウム原子と架橋リガンドを形成している。
- V4+;   F−